# Nicolas Leblanc
Nicolas Leblanc (6 de diciembre de 1742 - 16 de enero de 1806) fue un químico francés. Desarrolló el método de preparación del carbonato de sodio que lleva su nombre. En 1786 se hizo famoso gracias a sus trabajos sobre la cristalización. Tres años después descubrió un procedimiento de preparación del carbonato de sodio (sosa comercial) a partir de la sal común (cloruro de sodio), el  proceso Leblanc, lo que permitió el desarrollo de la industria química mineral. En 1791 abrió una fábrica que empleaba el nuevo procedimiento, financiada por el duque de Orleans. Tras la revolución francesa, todos los bienes del duque fueron incautados, y fue ejecutado en la guillotina en 1793.
En 1801, Nicolas Leblanc logró que el gobierno francés le cediera la fábrica de carbonato de sodio del Duque de Orleans, la cual había sido saqueada. Leblanc intentó volver a ponerla en marcha, sin éxito.  Arruinado, se suicidó en 1806 en Saint-Denis.